# كشافة تركمانستان
ليس هناك منظمة كشفية رسمية حتى الآن في تركمانستان، بسبب الوضع السياسي في تركمانستان وتركمانستان ترفض الانضمام إلى أي منظمة بسبب "وضع الحياد الدائم"، والتي تم قبولها من قبل الجمعية العامة للأمم المتحدة في 12 ديسمبر 1995. الشي الوحيد الذي تفعله تركمانستان هو إقامة أنشطة توعوية على نطاق واسع للأطفال التركمان الذين تتراوح أعمارهم بين 8 و 14 و10-14 مثل مخيمات المبيت والتي لا توفر أي مكون من مكونات التعليمية، ولكن تنظم بعض الفعاليات الثقافية مثل الحفلات الموسيقية والقصائد ومسابقات الرقص.
مع وفاة صابر مراد نيازوف في 21 ديسمبر 2006، قد يتغير الوضع، فتح مجال للتوسع في الكشافة.
هناك، ومع ذلك يوجد في تركمانستان اثنين من القوات الكشفية العاملة في محيط العاصمة عشق آباد.